# Zaathout
Zaathout is een term uit de (hout-)scheepsbouw. Het zaathout is een versterking in de bodem (vlak) van het schip waarop de mast staat.